# محمد عايش حمد

محمد عايش حمد أول الأسماء الواردة في الخبر

محمد عايش الحلبوسي ــ واسمهُ الكامل محمد عايش حمد رويشد الحلبوسي ــ (1932 - 8 أغسطس/آب 1979) هو سياسي عراقي وعضو في حزب البعث العربي الأشتراكي وعضو في المجلس الوطني لقيادة الثورة ورئيس الاتحاد العام لنقابات العمال في العراق ووزير الدولة من عام 1977 إلى 1978 ووزير الصناعة من عام 1978 إلى 1979، ومن أحد المشاركين في حركة 17 تموز 1968.
ولد في محافظة الأنبار سنة 1932 وأعدم إثر قضية قاعة الخلد في آب 1979. شغل رئاسة تحرير مجلة وعي العمال. كما أصبح رئيسا لاتحاد نقابات العمال في العراق بعد وصول حزب البعث العربي الاشتراكي إلى الحكم بعد ثورة 17 تموز 1968.
شغل منصب عضو في مجلس قيادة الثورة في العراق للفترة من أيلول 1977 إلى تموز 1979 بدرجة وزير، ثم عين وزيرا للصناعة خلفا لناجح محمد خليل الراوي في 13 شباط 1978 حتى 16 تموز 1979 عند استلام صدام حسين لمنصب الرئيس.
اعتقل إثر قضية قاعة الخلد، فحكم عليه بالإعدام وأعدم في 8 آب 1979 إثر قضية قاعة الخلد.
على إثر إعدامه سجنت زوجته السيدة «فوزية» أم سحر لمدة 10 سنوات.